# Онищенко Костянтин Германович
Онищенко Костянтин Германович (14 квітня 1972, Івано-Франківськ) — український телережисер, сценарист, ведучий.

## Біографія
Народився 14 квітня 1972 року в Івано-Франківську. Закінчив Київський інститут театрального мистецтва ім. Карпенка-Карого. На телебаченні працює з 1992 року. Починав працювати асистентом режисера на УТ-1 в редакції музичних програм, за 2 роки атестований для роботи на посаді режисера.
Серед перших робіт — програми «Зичимо щастя» з Надією Шестак, Тамарою Стратієнко та Тетяною Цимбал, «Артмайдан», «Обрії джазу», концерти симфонічної та естрадної музики. Разом з режисером Оленою Сторожук брав участь у створенні редакції «Classic-прем'єр» під керівництвом Тетяни Міленіної.
З 1997 року працював на каналах Тоніс, СТБ та Новий канал. В цей же час виходять програми «Фінансовий огляд», «Планета людей» виробництва «Студії +», що належала Вадиму Гетьману та УМВБ.
В 1999 — режисер-постановник та режисер ПТС «Лото Забава», режисер «Українського спортлото», співведучий. На початку 2000-х років працював режисером «Зони ночі» на Новому каналі, режисер ПТС акцій «Людина року».
Працював одним з режисерів «Євробачення—2005», інавгурації Президента України В.Ющенка та В.Януковича, Днів Незалежності.
З 2004 року — автор сценарію та режисер лотереї «Хто там», з квітня 2007 року — ведучий «Сніданку» на 1+1.
У 2006 році знімав серіал «5 хвилин до метро» як режисер ПТС, а в 2007 — «Танці з зірками—3».

## Нагороди
У 1995 році став лауреатом телефестивалю «Золоті піски» у Варні, де за режисерську роботу отримав приз глядацьких симпатій — відеомагнітофон, котрий залишився в кабінеті головного редактора.

## Творчість
Серед основних проектів:
- «Автограф» з Наталкою Кондратюк (Тоніс) — режисер-постановник,
- «Хто там» — державна квартирна лотерея (МСЛ, 1+1) — сценарист, згодом режисер ПТС, в 2010 році — ведучий,
- «Сніданок з 1+1» — ведучий,
- «Я люблю Україну» — режисер-постановник (1+1),
- «Ранок з Інтером» — режисер випуску,
- «З Новим ранком» — ведучий (Інтер),
- «Дивись, хто прийшов» — ведучий (ТЕТ),
- «5 хвилин до метро» — серіал, режисер ПТС,
- «Танці з зірками—3» — режисер ПТС (1+1),
- «Воскресенье с Кварталом» — режисер-постановник (Студія Квартал-95, Інтер),
- «Знахарі» — режисер-постановник (Інтер, ISTIL-studio).

Є автором документаьних фільмів «Народичі без народу» (до Чорнобильської трагедії) та «Весна у 39 кроків» («Євробачення—2005»).